# Mladenovac (pueblo)
Mladenovac es una población rural de la municipalidad de Mladenovac, en el distrito de Belgrado, Serbia.

## Superficie
Posee una superficie de 5,774 kilómetros cuadrados.

## Demografía
Hasta 2011 la población era de 1636 habitantes, con una densidad de población de 283,3 habitantes por kilómetro cuadrado.